# Volksbank Selm-Bork
Die Volksbank Selm-Bork eG ist eine Genossenschaftsbank mit Sitz in der nordrhein-westfälischen Stadt Selm im Kreis Unna. 

## Geschichte
Am 29. September 1893 wurde der Spar- und Darlehenskassenverein Selm vorwiegend von Handwerkern und Landwirten gegründet. 1937 gab es 237 Mitglieder. Ein Neubeginn erfolgte mit der Währungsreform am 20. Juni 1948; die erste Generalversammlung fand am 8. Januar 1949 statt. Fortan wuchsen die neuen Bankdienste wie Überweisungs-, Scheck- und Wechselverkehr ständig. 1959 bezog die Spar- und Darlehenskasse Selm eGmbH eine neue, größere Geschäftsstelle an der Ludgeristraße. 1967 kam eine Filiale an der Kreisstraße in Selm hinzu. Weitere Zweigstellen wurden in Cappenberg (1974), in Alstedde (1979), in Altlünen (1982) und in Lünen (1986) eröffnet.
Zum 1. Januar 1975 änderte die Spar- und Darlehenskasse Selm ihren Namen in Volksbank Selm eG. Im Jahr 1999 fusionierte die Volksbank Selm eG mit der Volksbank Bork eG mit dem Sitz in Bork zur Volksbank Selm-Bork eG.

## Rechtsverhältnisse
Die Volksbank Selm-Bork eG ist im Genossenschaftsregister beim Amtsgericht Dortmund unter GnR 465 eingetragen.

## Organisationsstruktur
Rechtsgrundlagen sind das Genossenschaftsgesetz und die durch die Vertreterversammlung beschlossene Satzung. Organe der Bank sind der Vorstand, der Aufsichtsrat und die Vertreterversammlung.

## Sicherungseinrichtung
Die Volksbank Selm-Bork eG ist der amtlich anerkannten Sicherungseinrichtung des Bundesverbandes der Deutschen Volksbanken und Raiffeisenbanken GmbH und der zusätzlichen freiwilligen Sicherungseinrichtung des Bundesverbandes der Deutschen Volksbanken und Raiffeisenbanken e.V. angeschlossen.

## Geschäftsausrichtung
Die Volksbank Selm-Bork eG betreibt das Universalbankgeschäft. Im Verbundgeschäft arbeitet sie mit der DZ Bank, R+V Versicherung, Bausparkasse Schwäbisch Hall, Teambank, VR Leasing, DZ Hyp und der Union Investment zusammen.

## Geschäftsgebiet
Das Geschäftsgebiet liegt im Nordwesten des Kreises Unna.
An diesen Orten betreibt die Bank Filialen:
- Selm (Hauptstelle, jur. Sitz)
- Bork (Geschäftsstelle)
- Lünen (Geschäftsstelle)
- Altlünen (SB-Geschäftsstelle)
- Alstedde (SB-Geschäftsstelle)